# Faigl Zsófia
Faigl Zsófia (Budapest, 1976. augusztus 29. –) magyar bajnok labdarúgó, középpályás.

## Pályafutása
Tagja volt a 2001–02-es idényben bajnokságot nyert Femina csapatának. 2002-től a László Kórház játékosa volt. A nagypályás labdarúgás mellett futsalban is pályára lépett 2003 és 2010 között az Universum SC csapatában.

## Sikerei, díjai
- Magyar bajnokság
  - bajnok: 2001–02
  - 2.: 1999–00